# Alistair Overeem
Alistair Cees Overeem (Hounslow, London, Engleska), nizozemski je kickboksač i borac mješovitih borilačkih vještina (engl. Mixed Martial Arts, MMA). Visok je 193 cm i težak 116 kg. Trenutačno se bori u organizaciji Ultimate Fighting Championship. Bivši je prvak DREAM-a, Strikeforce-a i K-1 te tako i jedini borac koji je objedinio titule prvaka MMA i K-1. Do prosinca 2011. Alistair ima 36 pobjeda (15 nokauta, 19 predaja, 2 sudačke odluke), 11 poraza (7 nokauta, 1 predaja, 3 sudačke odluke) i 1 NC (No contest).

## Životopis
Alistair Overeem rođen je 17. svibnja 1980. godine u Hounslowu. Otac mu je Jamajkanac, a majka Nizozemka. Kada je imao 6 godina roditelji su mu se rastavili te se potom sa svojom majkom Clair i bratom Valentijnom preselio u Nizozemsku gdje i dan danas živi.
Kao dijete, Alistair je trenirao judo, atletiku i košarku. Kada je navršio 15 godina brat ga je odveo u borilački klub Chris Dolman's da ga poduči samoobrani. U početku je nevoljko pohađao treninge, ali nakon par odrađenih treninga s Basom Ruttenom i Joopom Kasteelom svidjelo mu se, te je s užitkom nastavio trenirati.

## Karijera u mješovitim borilačkim vještinama
U devetnaestoj godini, (24. listopada 1999.) Alistair je odradio svoju prvu MMA borbu na priredbi It's Showtime u kojoj je giljotinom porazio Ricarda Fyeeta. To je ujedno bila i prva priredba organizacije It's Showtime.

### Početak karijere u mješovitim borilačkim vještinama
Nakon što je ostvario solidan rezultat u manje poznatim organizacijama poput  RINGS-a, Overeem je debitirao u Pride Fighting Championshipsu (20. srpnja 2002.) porazivši Yusukea Imamuru tehničkim nokautom u 45. sekundi.

### Pride FC
Nakon debija u Pride FC-u, Alistair je ostvario još dvije pobjede prije natjecanja na 2003 Pride Middleweight Grand Prix turniru na manifestaciji Pride Total Elimination 2003 da bi u četvrtfinalnoj borbi izgubio od tada UFC-ovog borca Chucka Liddella. Par mjeseci poslije, pobijedio je Tomoshika Hashimota na manifestaciji Inoki Bom-Ba-Ye 2003. 31. listopada 2004. tehničkim nokautom porazio je Hiromitsua Kaneharu u drugoj rundi na priredbi Pride 28: High Octane, a u sljedećem nastupu na priredbi Pride 29: Fists of Fire protiv Brazilian Top Team borca, brata legendarnog Minotaura, Antônia Rogéria Nogueire borbu je izgubio jednoglasnom sudačkom odlukom.
2005. Alistair se kvalificirao na Pride Middle Weight Grand Prix turnir priredbe Pride Total Elimination 2005 gdje je u prvom krugu turnira prisilom na predaju porazio bivšeg UFC prvaka Vitora Belforta. U četvrtfinalima turnira na priredbi Pride Critical Countdown 2005, također giljotinom u prvoj rundi, svladao je slavnog ukrajinskog borca Igora Vovčančyna. U polufinalima, na manifestaciji Pride Final Conflict 2005 porazio ga je Mauricio Rua tehničkim nokautom u prvoj rundi.
U veljači 2006. svladao je Russian Top Team favorita Sergeja Haritonova na priredbi Pride 31: Ubreakable brutalnim tehničkim nokautom koljenima pri čemu je dotični završio sa slomivenom rukom i ozljedom ramena i tom se pobjedom plasirao na Pride 2006 Open Weight Grand Prix turnir na priredbi Pride Total Elimination Absolute gdje je prvi put prisiljen na predaju, od strane brazilskog jiu-jitsu majstora Fabricia Werduma.

### Strikeforce
Nakon poraza otputovao je u San Jose, Kalifornija na revanš protiv Vitora Belforta, sada o organizaciji Strikeforce, na priredbu pod nazivom Strikeforce: Revenge. U glavnoj borbi večeri ponovo je svladao Belforta, no ovaj put jednoglasnom sudačkom odlukom.

### Povratak u Pride
Mjesec dana poslije, Overeem se vratio u Pride da bi osvetio poraz od Antônia Rogéria Nogueire. Iako je u borbu ušao s ozljeđenim vratom, kontrolirao ju je prvu i pola druge runde da bi na kraju primio udarac koji ga je disbalansirao nakon čega je opet poražen, ovaj put tehničkim nokautom. Iz Alistairovog kornera bacili su ručnik u ring brinući se da bi mogao pretrpjeti još teže ozljede.
Na priredbi Pride Final Conflict Absolute gubi od Ricarda Arone. Primio je udarac u nogu koji mu je ozlijedio živac, radi čega je izgubio ravnotežu i pao na pod. Arona je navalio udarcima, a Alistair nije bio u mogućnosti da se kvalitetno obrani te je tapkao da izbjegne veću ozljedu.
Na uzvratnoj borbi protiv Mauricia Rue na priredbi Pride 33 doživio je još jedan nokaut, ali se vratio pobjedama prisilivši Michaela Knaapa na predaju svojom čuvenom giljotinom u prvoj rundi na priredbi K-1 Grand Prix in Amsterdam (iako je K-1 organizacija kickboksing borbi, ova borba je bila po pravilima MMA).
17. rujna 2007. Alistair kraju se ponovo sučelio sa Sergeiem Kharitonovim na priredbi Hero's 10: Middleweight Tournament Final. Iako je pokazao odličnu borbu na nogama i jako dobre pokrete, na je poražen nokautom.

### Povratak u Strikeforce/Dream/Dynamite
16. studenog 2007. ponovno se vraća u Strikeforce, ovaj put po privremeni naslov prvaka. Isti je osvojio porazivši tadašnjeg prvaka teške kategorije Paula Buentella tehničkim nokautom.
15. lipnja 2008. debitira u DREAM-u, na priredbi DREAM.4 Middle Weight Grandprix 2008 2nd Round protiv gorostasnog Tae-Hyun Leeja porazivši ga nokautom u 36. sekundi prve runde. 21. srpnja iste godine, dakle mjesec dana kasnije prisilom na predaju porazio je bivšeg K-1 prvaka Marka Hunta na priredbi DREAM.5 Light Weight Grandprix 2008 Final Round.
Sljedeća borba je bila protiv Mirka Filipovića na manifestaciji Dream 6: Middle Weight Grandprix 2008 Final Round. Nakon dominacije više od polovice prve runde u kojoj je Filipovića više puta rušio u parter i zadao mu mnogo udaraca iz gornje pozicije pri čemu mu je slomio arkadu borba je zaustavljena i poništena zbog ilegalnih udaraca koljenom u genitalije.
U jednom intervjuu 2008. Alistair je izjavio da bi se želio okušati u UFC-u. Želja mu je bila osvetiti poraz od Chucka Liddella iz 2003. u Prideu i popraviti rezultat borbe s Cro Copom u DREAM-u. Nešto kasnije, početkom 2009. viđen je u društvu predsjednika UFC-a Dane Whitea na priredbi UFC 93, što je impliciralo na to da je spreman za novi ugovor, u najjačoj svjetskoj organizaciji.
Alistair je trebao braniti titulu Strikeforcea po prvi puta protiv Brett Rogersa 6. lipnja 2009. na priredbi Strikeforce: Lawler vs. Shields, no borba je otkazana zbog teške povrede ruke koju je, sudeći prema izjavama Golden Glory menadžera Bas Boona, Overeem zaradio sudjelujući s bratom u tučnjavi u noćnom klubu pri čemu je pet redara zatražilo liječničku pomoć, a Alistair zamalo ostao bez ruke radi infekcije koju je zaradio porezavši se tokom tučnjave.
Zatim je, iz istog razloga, otkazana i obrana titule protiv Fabricia Werduma koja je bila zakazana 15. kolovoza 2009. na priredbi Strikeforce: Carano vs. Cyborg.
Sljedeće dvije borbe Alistair je odradio rutinski, obje prisilom na predaju, pod krovom matične organizacije / kluba Golden Glory. U prvoj je kimurom svladao popularnog MMA borca i kickboksača Garyja Goodridgea na priredbi Ultimate Glory 10: The Battle of Arnhem, dok je u drugoj pobijedio Tonyja Sylvestera, jednim od svojih najjačih oružja, giljotinom, kojom je samo 8 dana kasnije, svladao i engleskog teškaša Jamesa Thompsona u samom početku borbe na priredbi Dream 12.
Overeem je izjavio da želi borbu protiv Badr Harija, MMA pravilima.
Na staru godinu 2009., na popularnoj priredbi Dynamite!! 2009 Alistair je trebao ukrstiti rukavice s Andreiem Arlovskim, bivšim prvakom UFC-a, no umjeto njega sučelio se s Kazuyukijem Fujitom na istom eventu pri čemu ga je brutalno nokautirao koljenom što je rezultiralo kratkotrajnom komom japanskog borca.
Zatim je, 15. svibnja 2010. prvi put branio naslov prvaka u Strikeforce-u, protiv Bretta Rogersa na priredbi Strikeforce: Heavy Artillery. Pobijedio je tehničkim nokautom u prvoj rundi i po drugi puta javno izjavio da se želi boriti protiv Fedora Emelianenka, najpopularnijeg i neporaženog ruskog MMA borca tvrdeći da Fedorov menadžment više ne može ignorirati njegovu prisutnost. Većinu sljedećih treninga Alistair je odradio u novootvorenom Golden Glory kampu u Pattayi na Tajlandu gdje se fokusirao na unaprijeđenje tehnika u tajlandskom boksu.
Na priredbi Dynamite!! 2010, na staru godinu 2010. nokautirao je bivšeg UFC borca Todd Duffeeja u 19. sekundi borbe osvojivši privremeni DREAM-ov pojas.

### Strikeforce Heavyweight Grand Prix
U početku 2011. Alistair je uvršten u turnir osmorice pod nazivom Strikeforce Heavyweight GP. S druge strane stajali su Fabricio Werdum, Sergei Kharitonov,
Brett Rogers, Josh Barnett, Andrei Arlovski, Antonio Silva i Fedor Emelianenko.
18. lipnja 2011. u četvrtfinalnima turnira, na priredbi Strikeforce: Dallas nizozemac je uspješno revanširao poraz od Fabricija Werduma, porazivši ga jednoglasnom sudačkom odlukom.

### Isključivanje iz Strikeforce/GP
17. srpnja 2011. potvrđeno je da je Alistair izbačen iz Strikeforceovog teškaškog turnira. Zaključio je da je polufinalna borba u kojoj je trebao nastupiti protiv Antonia Silve zakazana prerano i da mu je potrebno više vremena da sanira ozljede koje je vukao od borbe s Werdumom i da se odmori. Zamijenio ga je Daniel Cormier, nadolazeća i neporažena zvijezda slobodne borbe. Potom, 29. srpnja, službeno je potvrđeno da je da je Nizozemac isključen iz Strikeforcea (turnira i organizacije). Naknadno je otkriveno da razlog Overeemovog isključivanja iz organizacije nije bio njegovo odbijanje nastupa na turniru zbog preranog datuma za koji je borba bila zakazana, već politika Golden Glory menadžmenta koji je zahtijevao od Zuffe / UFC-a da isplata ne ide direktno borcu, već preko njih.
Iz istog razloga iz organizacije su isključeni i drugi borci Golden Glorya koji su imali ugovor sa Zuffom, uključujući Marolees Coenen (prvakinju u bantam kategoriji Strikeforcea), norveškog UFC-ovog teškaša Jona Olava Einema i Alistairovog brata Valentijna Overeema.
Čelnik Golden Gloryja Bas Boon izjavio je da je promijenio sistem uplaćivanja te da Alistair može potpisati ekskluzivni ugovor s UFC-om ako su uvjeti za to ispunjeni. Nakon toga izgledalo je da su Golden Glory i Zuffa ponovno u pregovorima i svi su se nadali ugovoru. Dana White je potvrdio da su u pregovorima. Rekao je da je Golden Glory promijenio način poslovanja te su stoga pristali na pregovore.

### Ultimate Fighting Championship
Nakon mnogo spekulacija vezanih uz doping kontrolu, 31. prosinca 2011. Alistair je ipak debitirao u UFC-u na priredbi UFC 141 porazivši bivšeg prvaka teške kategorije Brocka Lesnara tehničkim nokautom u polovici prve runde. Ova borba je ujedno i značila kraj Lesnarove karijere u UFC-u. Sljedeći nastup Alistair će imati protiv trenutnog prvaka Juniora dos Santosa 26. svibnja na priredbi UFC 146.

## Kickboxing karijera
Prvu profesionalnu borbu po K-1 pravilima Alistair je odradio 15. studenog 1997. Sljedeća borba bila je protiv Paula Hordijka 14. ožujka 1999 i Alistair je pobijedio sudačkom odlukom. Potom je prešao u K-1 i odradio samo dvije borbe u 6 godina, protiv Errola Parrisa (4.2.1999.) i Glaubea Feitose i obje izgubio, prvu tehničkim, a drugu nokautom. Sljedeće četiri godine borio se isključivo u MMA te je u kickboxing ring stupio tek 20. svibnja 2007. protiv njemačkog borca Jürgena Dolcha i slavio tehničkim nokautom.
31. prosinca 2008. porazio je jednog od najboljih K-1 boraca, Marokanca Badr Harija nokautom u prvoj rundi. Nakon toga, sučelio se s Remyjem Bonjaskim, tadašnjim prvakom K-1 organizacije. Prve dvije runde krenuo je izrazito agresivno i prilično je namučio Bonjaskog da bi u trećoj bio srušen desnim krošeom. Nakon sučevog odbrojavanja borba se nastavila, no u konačnici je Bonjasky pobijedio jednoglasnom sudačkom odlukom 30-28.
26. rujna 2009., na priredbi K-1 World Grand Prix 2009 Final 16, dobio je glas fanova za nastup na Grand Prixu nakon impresivnog nastupa protiv Bonjaskog i pobjede nad Badr Harijem, te je još jednom šokirao javnost, ovaj put pobjedom nad trostrukim K-1 prvakom Peter Aertsom jednoglasnom sudačkom odlukom. Zatim je, u četvrtfinalima, brutalnim udarcem koljenom nokautoro Kyokushin karataša Ewertona Teixeiru da bi u polufinalnima bio poražen tehničkim nokautom od Badr Harija.
Sljedeće godine, na priredbi K-1 World Grand Prix 2010 in Yokohama nokautirao je, opet brutalnim udarcem koljenom, Dževada Puturka, najboljeg kickboksača iz susjedne nam Bosne i Hercegovine te je nakon toga, 2. listopada 2010. tehničkim nokautom u prvoj rundi svladao Bena Edwardsa u osmini finala WGP-a na priredbi K-1 World Grand Prix 2010 Final 16.
11. prosinca 2010. nastupio je na K-1 World Grand Prix 2010 Final turniru. U četvrtfinalnoj borbi pobijedio je Tyronea Sponga jednoglačnom sudačkom odlukom. U polufinalima ga je, nakon teške borbe s Danielom Ghiţom dočekao polomljeni Gökhan Saki koji u borbi nije koristio desnu ruku štiteći njome rebra koja su bila ozlijeđena za vrijeme borbe s Ghiţom. Alistair ga je porazio tehničkim nokautom u prvoj rundi, slomivši mu pri tom desnu ruku u području lakta. U finalnoj borbi, ponovno je porazio Petera Aertsa, ovaj put nokautom i to u prvoj rundi i tako postao K-1 WGP 2010 prvakom.

## Zanimljivosti
Alistair ima kćer koja se zove Storm. U jednoj japanskoj emisiji, za vrijeme K-1 WGP turnira u 2010., Alistair je izjavio da je nizozemski kralj William III bio njegov šukundjed . U rujnu 2011. pojavio se u spotu grupe LMFAO, Sexy and I Know It. Istog mjeseca osvojio je sumo-turnir slavnih u Japanu.
Kasnje se opet pojavio u spotu grupe LMFAO nove pjesme "Sorry For Party Rocking".

## Prvenstva i postignuća

### Kickboxing
- K-1
  - K-1 World Grand Prix 2010 Final - prvak
  - K-1 World Grand Prix 2009 Final - 3. mjesto

### Submission grappling
- Abu Dhabi Combat Club
  - 2005 ADCC - europski prvak

### Mješovite borilačke vještine
- Strikeforce
  - Strikeforce Heavyweight Champion (jednom; prvi)
  - Jednom branio titulu
- Dream
  - Dream Heavyweight Championship (prvi)
- 2 Hot 2 Handle
  - 2H2H Light Heavyweight - prvak
  - 2H2H Light Heavyweight Tournament - prvak
- Svjetska MMA priznanja
  - Međunarodni borac godine 2010.
  - Međunarodni borac godine 2011.

## MMA borbe
| Rezultat   | Omjer   | Protivnik                | Način                                | Turnir                                             | Datum               | Runda | Vrijeme | Mjesto održavanja                                     |
| ---------- | ------- | ------------------------ | ------------------------------------ | -------------------------------------------------- | ------------------- | ----- | ------- | ----------------------------------------------------- |
| pobjeda    | 40-14-1 | Junior dos Santos        | tehnički nokaut (udarci)             | UFC on Fox: dos Anjos vs. Cerrone 2                | 19. prosinca 2015.  | 2     | 4:43    | Orlando, Florida, Sjedinjene Američke Države          |
| pobjeda    | 39-14-1 | Roy Nelson               | odluka (jednoglasna)                 | UFC 185                                            | 14. ožujka 2015.    | 3     | 5:00    | Dallas, Texas, Sjedinjene Američke Države             |
| pobjeda    | 38-14-1 | Stefan Struve            | nokaut (udarci)                      | UFC on Fox: dos Santos vs. Miocic                  | 13. prosinca 2014.  | 1     | 4:13    | Phoenix, Arizona, Sjedinjene Američke Države          |
| poraz      | 37-14-1 | Ben Rothwell             | tehnički nokaut (udarci)             | UFC Fight Night: Jacaré vs. Mousasi                | 5. rujna 2014.      | 1     | 2:19    | Mashantucket, Connecticut, Sjedinjene Američke Države |
| pobjeda    | 37-13-1 | Frank Mir                | odluka (jednoglasna)                 | UFC 169                                            | 1. veljače 2014.    | 3     | 5:00    | Newark, New Jersey, Sjedinjene Američke Države        |
| poraz      | 36-13-1 | Travis Browne            | nokaut (prednji nožni i udarci)      | UFC Fight Night: Shogun vs. Sonnen                 | 17. kolovoza 2013.  | 1     | 4:08    | Boston, Massachusetts, Sjedinjene Američke Države     |
| poraz      | 36-12-1 | Antonio Silva            | tehnički nokaut (udarci)             | UFC 156                                            | 2. veljače 2013.    | 3     | 0:25    | Las Vegas, Nevada, Sjedinjene Američke Države         |
| pobjeda    | 36-11-1 | Brock Lesnar             | tehnički nokaut (udarci)             | UFC 141                                            | 30. prosinca 2011.  | 1     | 2:26    | Las Vegas, Nevada, Sjedinjene Američke Države         |
| pobjeda    | 35-11-1 | Fabricio Werdum          | odluka (jednoglasna)                 | Strikeforce: Overeem vs. Werdum                    | 18. lipnja 2011.    | 3     | 5:00    | Dallas, Texas, Sjedinjene Američke Države             |
| pobjeda    | 34-11-1 | Todd Duffee              | nokaut (koljeno i udarci)            | Dynamite!! 2010                                    | 31. prosinca 2010.  | 1     | 0:19    | Saitama, Japan                                        |
| pobjeda    | 33-11-1 | Brett Rogers             | tehnički nokaut (udarci)             | Strikeforce: Heavy Artillery                       | 15. svibnja 2010.   | 1     | 3:40    | St. Louis, Missouri, Sjedinjene Američke Države       |
| pobjeda    | 32-11-1 | Kazuyuki Fujita          | nokaut (koljeno)                     | Dynamite!! 2009                                    | 31. prosinca 2009.  | 1     | 1:15    | Saitama, Japan                                        |
| pobjeda    | 31-11-1 | James Thompson           | predaja (giljotina)                  | Dream 12                                           | 25. listopada 2009. | 1     | 0:33    | Osaka, Japan                                          |
| pobjeda    | 30-11-1 | Tony Sylvester           | predaja (giljotina)                  | Ultimate Glory 11: A Decade of Fights              | 17. listopada 2009. | 1     | 1:23    | Amsterdam, Nizozemska                                 |
| pobjeda    | 29-11-1 | Gary Goodridge           | predaja (poluga na ruci)             | Ultimate Glory 10: The Battle of Arnhem            | 9. studenog 2008.   | 1     | 1:42    | Arnhem, Nizozemska                                    |
| nema borbe | 28-11-1 | Mirko Filipović          | nema borbe (koljeno u genitalije)    | Dream 6                                            | 23. rujna 2008.     | 1     | 6:09    | Saitama, Japan                                        |
| pobjeda    | 28-11   | Mark Hunt                | predaja (ključ)                      | Dream 5                                            | 21. srpnja 2008.    | 1     | 1:11    | Osaka, Japan                                          |
| pobjeda    | 27-11   | Lee Tae-Hyun             | nokaut (udarci i koljeno)            | Dream 4                                            | 15. lipnja 2008.    | 1     | 0:36    | Yokohama, Kanagawa, Japan                             |
| pobjeda    | 26-11   | Paul Buentello           | predaja (koljeno u tijelo)           | Strikeforce: Four Men Enter, One Man Survives      | 16. studenog 2007.  | 2     | 3:42    | San Jose,Kalifornija, Sjedinjene Američke Države      |
| poraz      | 25-11   | Sergej Haritonov         | nokaut (udarac)                      | Hero's 10                                          | 16. rujna 2007.     | 1     | 4:21    | Yokohama, Kanagawa, Japan                             |
| pobjeda    | 25-10   | Michael Knaap            | Predaja(giljotina)                   | K-1 World Grand Prix 2007 in Amsterdam             | 23. lipnja 2007.    | 1     | 4:51    | Amsterdam, Nizozemska                                 |
| poraz      | 24-10   | Mauricio Rua             | nokaut (udarci)                      | Pride 33                                           | 24. veljače 2007.   | 1     | 3:37    | Las Vegas, Nevada, Sjedinjene Američke Države         |
| poraz      | 24-9    | Ricardo Arona            | predaja (udarci)                     | Pride Final Conflict Absolute                      | 10. rujna 2006.     | 1     | 4:28    | Saitama, Japan                                        |
| poraz      | 24-8    | Antônio Rogério Nogueira | tehnički nokaut (udarci)             | Pride Critical Countdown Absolute                  | 1. srpnja 2006.     | 2     | 2:13    | Saitama, Japan                                        |
| pobjeda    | 24-7    | Vitor Belfort            | odluka (jednoglasna)                 | Strikeforce: Revenge                               | 9. lipnja 2006.     | 3     | 5:00    | San Jose, Kalifornija, Sjedinjene Američke Države     |
| poraz      | 23-7    | Fabricio Werdum          | predaja (poluga na ruci)             | Pride Total Elimination Absolute                   | 5. svibnja 2006.    | 2     | 3:43    | Osaka, Japan                                          |
| pobjeda    | 23-6    | Nikolajus Cilkinas       | predaja (poluga na ruci)             | WCFC: No Guts, No Glory                            | 18. ožujka 2006.    | 1     | 1:42    | Manchester, Engleska                                  |
| pobjeda    | 22-6    | Sergej Haritonov         | tehnički nokaut (koljena)            | Pride 31                                           | 26. veljače 2006.   | 1     | 5:13    | Saitama, Japan                                        |
| poraz      | 21-6    | Mauricio Rua             | tehnički nokaut (udarci)             | Pride Final Conflict 2005                          | 28. kolovoza 2005.  | 1     | 6:42    | Saitama, Japan                                        |
| pobjeda    | 21-5    | Igor Vovčančyn           | predaja (giljotina)                  | Pride Critical Countdown 2005                      | 26. lipnja 2005.    | 1     | 1:20    | Saitama, Japan                                        |
| pobjeda    | 20-5    | Vitor Belfort            | predaja (giljotina)                  | Pride Total Elimination 2005                       | 23. travnja 2005.   | 1     | 9:36    | Osaka, Japan                                          |
| poraz      | 19-5    | Antônio Rogério Nogueira | odluka (jednoglasna)                 | Pride 29                                           | 20. veljače 2005.   | 3     | 5:00    | Saitama, Japan                                        |
| pobjeda    | 19-4    | Hiromitsu Kanehara       | tehnički nokaut (zaustavio liječnik) | Pride 28                                           | 31. listopada 2004. | 2     | 3:52    | Saitama, Japan                                        |
| pobjeda    | 18-4    | Rodney Faverus           | predaja (giljotina)                  | 2 Hot 2 Handle                                     | 10. listopada 2004. | 1     | 1:32    | Rotterdam, Nizozemska                                 |
| pobjeda    | 17-4    | Tomohiko Hashimoto       | tehnički nokaut (koljena i udarci)   | Inoki Bom-Ba-Ye 2003                               | 31. prosinca 2003.  | 1     | 0:36    | Kobe, Hyogo, Japan                                    |
| poraz      | 16-4    | Chuck Liddell            | nokaut (udarci)                      | Pride Total Elimination 2003                       | 10. kolovoza 2003.  | 1     | 3:09    | Osaka, Japan                                          |
| pobjeda    | 16-3    | Mike Benčić              | predaja (koljeno u tijelo i udarci)  | Inoki Bom-Ba-Ye 2003                               | 31. prosinca 2003.  | 1     | 3:44    | Yokohama, Kanagawa, Japan                             |
| pobjeda    | 15-3    | Aaron Brink              | predaja (giljotina)                  | 2H2H 6: Simply the Best 6                          | 16. ožujka 2003.    | 1     | 0:53    | Rotterdam, Nizozemska                                 |
| pobjeda    | 14-3    | Bazigit Atajev           | tehnički nokaut (koljeno u tijelo)   | Pride 24                                           | 23. prosinca 2002.  | 2     | 4:59    | Fukuoka, Japan                                        |
| pobjeda    | 13-3    | Dave Vader               | tehnički nokaut (zaustavio doktor)   | 2H2H 5: Simply the Best 5                          | 13. listopada 2002. | 1     | 3:17    | Rotterdam, Nizozemska                                 |
| pobjeda    | 12-3    | Moise Rimbon             | predaja (gušenje)                    | 2H2H 5: Simply the Best 5                          | 13. listopada 2002. | 1     | 1:03    | Rotterdam, Nizozemska                                 |
| pobjeda    | 11-3    | Yusuke Imamura           | tehnički nokaut (koljeno i udarci)   | Pride The Best Vol.2                               | 20. srpnja 2002.    | 1     | 0:44    | Tokyo, Japan                                          |
| pobjeda    | 10-3    | Vesa Vuori               | tehnički nokaut (udarci)             | 2 Hot 2 Handle: Germany                            | 26. svibnja 2002.   | 1     | 2:15    | Krefeld, Njemačka                                     |
| pobjeda    | 9-3     | Sergey Kaznovsky         | predaja (poluga na ruci)             | M-1 Mix-Fight Championship: Russia vs. The World 3 | 26. travnja 2002.   | 1     | 3:37    | Sankt Peterburg, Rusija                               |
| pobjeda    | 8-3     | Roman Zentsov            | predaja (ključ)                      | 2H2H 4: Simply the Best 4                          | 17. ožujka 2002.    | 1     | 1:26    | Rotterdam, Nizozemska                                 |
| pobjeda    | 7-3     | Stanislav Nuschik        | tehnički nokaut (koljena)            | 2H2H 2: Simply The Best                            | 18. ožujka 2001.    | 1     | 0:53    | Rotterdam, Nizozemska                                 |
| pobjeda    | 6-3     | Vladimer Tchanturia      | predaja (gušenje)                    | Rings: King of Kings 2000 Final                    | 24. veljače 2001.   | 1     | 1:06    | Tokyo, Japan                                          |
| pobjeda    | 5-3     | Peter Verschuren         | predaja (ključ)                      | It's Showtime: Christmas Edition                   | 12. prosinca 2000.  | 1     | 1:06    | Haarlem, Nizozemska                                   |
| poraz      | 4-3     | Bobby Hoffman            | nokaut (udarac)                      | Rings: Millennium Combine 2                        | 15. lipnja 2000.    | 1     | 9:39    | Tokyo, Japan                                          |
| poraz      | 4-2     | Jurij Kočkin             | odluka (podijeljena)                 | Rings Russia: Russia vs. The World                 | 20. svibnja 2000.   | 2     | 5:00    | Ekaterinburg, Rusija                                  |
| pobjeda    | 4-1     | Yasuhito Namekawa        | predaja (poluga na ruci)             | Rings: Millennium Combine 1                        | 20. travnja 2000.   | 1     | 0:45    | Tokyo, Japan                                          |
| pobjeda    | 3-1     | Can Sahinbas             | nokaut (koljeno)                     | 2 Hot 2 Handle 1                                   | 5. ožujka 2000.     | 1     | 2:21    | Rotterdam, Nizozemska                                 |
| pobjeda    | 2-1     | Chris Watts              | nokaut (koljeno)                     | Rings Holland: There Can Only Be One Champion      | 6. veljače 2000.    | 1     | 3:58    | Utrecht, Nizozemska                                   |
| poraz      | 1-1     | Jurij Kočkin             | odluka (većinska)                    | Rings: King of Kings 1999 Block A                  | 28. listopada 1999. | 2     | 5:00    | Tokyo, Japan                                          |
| pobjeda    | 1-0     | Ricardo Fyeet            | predaja (giljotina)                  | It's Showtime - It's Showtime                      | 24. listopada 1999. | 1     | 1:39    | Haarlem, Nizozemska                                   |

## K-1/Kickboxing borbe
| Rezultat | Omjer | Protivnik        | Način                              | Turnir                                        | Datum              | Runda | Vrijeme | Mjesto održavanja      |
| -------- | ----- | ---------------- | ---------------------------------- | --------------------------------------------- | ------------------ | ----- | ------- | ---------------------- |
| Pobjeda  | 10-4  | Peter Aerts      | nokaut (udarci)                    | K-1 World Grand Prix 2010 Final               | 11. prosinca 2010. | 1     | 1:07    | Tokyo, Japan           |
| pobjeda  | 9-4   | Gökhan Saki      | tehnički nokaut (ozljeda ruke)     | K-1 World Grand Prix 2010 Semi-Final          | 11. prosinca 2010. | 1     | 2:20    | Tokyo, Japan           |
| pobjeda  | 8-4   | Tyrone Spong     | odluka (jednoglasna)               | K-1 World Grand Prix 2010 Quarter-Final       | 11. prosinca 2010. | 3     | 3:00    | Tokyo, Japan           |
| pobjeda  | 7-4   | Ben Edwards      | tehnički nokaut (3 odbrojavanja)   | K-1 World Grand Prix 2010 Qualification       | 2. listopada 2010. | 1     | 2:08    | Seul, Južna Koreja     |
| pobjeda  | 6-4   | Dževad Poturak   | nokaut (koljeno)                   | K-1 World Grand Prix 2010 in Yokohama         | 3. travnja 2010.   | 1     | 2:40    | Yokohama, Japan        |
| poraz    | 5-4   | Badr Hari        | tehnički nokaut (2 odbrojavanja)   | K-1 World Grand Prix 2009 Semi-Final          | 5. prosinca 2009.  | 1     | 2:14    | Yokohama, Japan        |
| pobjeda  | 5-3   | Ewerton Teixeira | nokaut (koljeno)                   | K-1 World Grand Prix 2009 Quarter-Final       | 5. prosinca 2009.  | 1     | 1:06    | Yokohama, Japan        |
| pobjeda  | 4-3   | Peter Aerts      | odluka (jednoglasna)               | K-1 World Grand Prix 2009 Final Qualification | 26. rujna 2009.    | 3     | 3:00    | Seul, Južna Koreja     |
| poraz    | 3-3   | Remy Bonjasky    | odluka (jednoglasna)               | K-1 World GP 2009 in Yokohama                 | 28. ožujka 2009.   | 3     | 3:00    | Yokohama, Japan        |
| pobjeda  | 3-2   | Badr Hari        | nokaut (lijevi kroše)              | Dynamite!! 2008                               | 31. prosinca 2008. | 1     | 2:07    | Saitama, Japan         |
| pobjeda  | 2-2   | Jürgen Dolch     | tehnički nokaut (zaustavio sudac)  | Ultimate Glory 3: Upside Down                 | 20. svibnja 2007.  | 1     | 2:02    | Amersfoort, Nizozemska |
| poraz    | 1-2   | Glaube Feitosa   | nokaut (udarac)                    | Kyokushin vs K-1 2004 All Out Battle          | 30. svibnja 2004.  | 1     | 2:13    | Tokyo, Japan           |
| poraz    | 1-1   | Errol Parris     | tehnički nokaut (zaustavio trener) | K-1 Holland GP 2001 in Arnhem                 | 4. veljače 2001.   | 3     | 1:22    | Arnhem, Nizozemska     |
| pobjeda  | 1-0   | Paul Hordijk     | odluka (jednoglasna)               | Thaiboxing Event in Veenendaal                | 14. ožujka 1999.   | 6     | 2:00    | Veenendaal, Nizozemska |

## Grapling borbe
| Rezultat | Omjer | Protivnik     | Način     | Turnir                       | Kategorija | Datum              |
| -------- | ----- | ------------- | --------- | ---------------------------- | ---------- | ------------------ |
| pobjeda  | 3-0   | Mikael Grothe | giljotina | ADCC European Trials - Final | -98.9 kg   | 25. siječnja 2005. |
| pobjeda  | 2-0   | Andreas Olsen | giljotina | ADCC European Trials - Final | -98.9 kg   | 25. siječnja 2005. |
| pobjeda  | 1-0   | Arben Latifi  | giljotina | ADCC European Trials - Final | -98.9 kg   | 25. siječnja 2005. |